# Meray Ülgen
Meray Ülgen (* 1941 in Akşehir) ist ein in Deutschland arbeitender Theatermacher und Karikaturist türkischer Herkunft. Der Schauspieler, Regisseur, Autor und Gründer mehrerer Spielgruppen und -stätten war für die Entwicklung der deutsch-türkischen Theaterszene in der Bundesrepublik Deutschland von zentraler Bedeutung.

## Leben
Ülgen verbrachte Kindheit und Jugend in Istanbul. Beim dortigen Kurzfilmfestival gewann er 1970 den 1. Preis. Seit 1972 lebt der Schauspieler in Deutschland. Als Karikaturist hatte er seit dieser Zeit u. a. Ausstellungen in Berlin und Köln. Daneben war er an nahezu allen bedeutenden deutsch-türkischen Theater- und Ensemblegründungen der Republik beteiligt, z. B. den Berlin Oyuncuları (dt.: Berliner Darsteller, 1976), dem Türkischen Ensemble der Schaubühne Berlin (wo er auch als Schauspieler in der Uraufführung von Botho Strauß Groß und Klein zu sehen war, von der auch ein Film erschien) oder in jüngerer Zeit dem Wuppertheater (1991), das nicht mehr nur deutsch-türkisches, sondern interkulturelles Theater zeigt. Ülgen reformierte als Theaterleiter auch das Tiyatrom (dt.: Mein Theater), das, 1983 gegründet, die erste feste türkische Theaterbühne im deutschsprachigen Raum war.
Als Theaterautor schrieb der von Brecht inspirierte Ülgen zahlreiche Stücke sowohl für Kinder, als auch für Erwachsene. In den Kindertheaterarbeiten, die oft als „Mitmach-Stücke“ konzipiert sind, ist die deutsche Sprache vorherrschend, für Erwachsene schreibt Ülgen in erster Linie auf Türkisch. Der Autor inszenierte seine Schauspiele zu einem großen Teil auch selbst, z. B. Courage (1981), Es war einmal, es war keinmal (1987), Der Wolf, die Lämmer und die sieben Geißlein (1991), Nasrettin Hoca und sein Esel (letzte Fassung 1996), oder Keloglan / Der Taugenichts (letzte Fassung 1996).
Als Schauspieler trat Meray Ülgen neben der Theaterarbeit in einigen Spielfilmen und Fernsehproduktionen in Nebenrollen auf, unter anderen in der Komödie Süperseks unter der Regie von Torsten Wacker und dem Schimanski Tatort Duisburg Ruhrort 1981, unter der Regie von Hajo Gies. Gastauftritte hatte Ülgen in den Comedy-Serien Hausmeister Krause und Alles Atze. In der auf der Berlinale 2007 mit dem FIPRESCI-Preis ausgezeichneten deutsch-türkischen Kinoproduktion Takva – Gottesfurcht (2006) spielte Ülgen eine der Hauptrollen. Bereits 1979 hatte er mit Herbert Grönemeyer in Zuhaus unter Fremden, einer Gemeinschaftsproduktion von SFB und ORF, eine großangelegte TV-Rolle. 2008 ist er in Evet, ich will! zu sehen.
Als Karikaturist zeichnete Ülgen in jüngerer Zeit u. a. für die deutsch-türkische Humorzeitschrift Don Quichotte. Aber auch das Magazin Titanic veröffentlichte in ihrer Februar-Ausgabe 2007 vier seiner Karikaturen. Auch illustrierte Ülgen diverse Bücher.

## Bibliografie
- Alle meine Lieblinge (1986)
- Nesin, Aziz: Ein Schiff namens Demokratie (Zeichnungen, 1984)
- Yabancilar için Oturma Hukuku / Das Aufenthaltsrecht für Ausländer (Zeichnungen, 1982)

## Filmografie (Auswahl)
- 1979: Zuhaus unter Fremden
- 1981: Tatort – Duisburg-Ruhrort (Fernsehreihe)
- 1983: Tatort – Mord ist kein Geschäft (Fernsehreihe)
- 1983: Tu was, Kanake
- 1994: Die Wache – Vollmond
- 2001: Herz
- 2004: Süperseks
- 2006: Takva – Gottesfurcht
- 2008: Evet, ich will!
- 2010: Ay lav yu – I Love You
- 2010: Eyyvah Eyvah
- 2013: Eyyvah Eyvah 3
- 2015: Madimak – Carinas Tagebuch